# Guhthe Tah Indian Reserve 12
Guhthe Tah Indian Reserve 12 är ett reservat i Kanada.   Det ligger i provinsen British Columbia, i den centrala delen av landet, 3 900 km väster om huvudstaden Ottawa. Guhthe Tah Indian Reserve 12 ligger vid sjön Sawmill Lake.
I omgivningarna runt Guhthe Tah Indian Reserve 12 växer i huvudsak barrskog. Trakten runt Guhthe Tah Indian Reserve 12 är nära nog obefolkad, med mindre än två invånare per kvadratkilometer.